# Хришћански симболи на новцу
Хришћански симболи на новцу представљају богату представу разноврсност религиозних типова, који се на новцу у Римском царству јављају са признавањем хришћанства у 4. веку. До појаве хришћанства на дотадашњим кованицама, које су се први пут јавиле у периоду раног римског царства, доминирала су добро позната паганска божанства повезана са алегоријским представама провинција и градова, као персонификација циљева царске политике. Са признавањем хришћанства у 4. веку све ово нестаје, са изузетком представе Роме, Константинопоља и Викторије, које ће се задржати још током непуна два века.

## Историјат
Наглим јачањем Хришћанства као доминантне религија у животу Византије, очекивало се да ће и паганске представе на новцу бити замењени хришћанским одмах након широког прихватања хришћанства, међутим то се није десило, јер се хришћанска иконографија  на новцу полако успостављала све до краја 4.века. 
Процес стварања хришћанске иконографије био је дуг и поступан. Паганских божанстава на новцу постепено сасвим ишчезавају, појавом ретких хришћанско обележје. 
| „ | Упркос томе што је цар Грацијан 382. године из римског сената уклонио олтар и кип Викторије (што је био само један у низу аката одбацивања многобоштва), цареви V и VI века (Теодосије II, Анастасије, Јустин I, Јустинијан I), кују своје репрезентативне златнике с натписом VICTORIA AVGG. На њима је слика стојеће крилате Викторије са дугим крстом који она придржава десном руком. То је слика анђела, Божијег гласника. Преко ликовне представе римске Викторије створена је икона анђела, који носи вест о појави Христа, а Његова појава означава и победу, на коју указује и иконографски прототип. Ове поруке и данас испуњавају срце и свест верујућих. | ” |

Први хришћански симболи попут крста и христограма употребљивани су у почетку веома дискретно, нпр. Христограм као украс на шлему Константина Великог, или Христограм и крст као ознака ковања.
Како тек у 5. веку настају одлучујуће промене везане за хришћанизацију у Византијској уметности, то ће ће се одразити и на новцу. Представа крста у венцу постала је један од основних реверсних типова тремисиса, док је представа Викторије која држи дугачак крст била главни реверсни тип солида на Истоку од 420. године.
За време Јустина I (518—527) Викторија ће добити изглед анђела, док ће Тиберије II (578—582) напустити ову представу и на реверс солида ставити представу крста постављеног на три степеника. Ова представа ће се задржати на златном новцу све до 720. године, када ће цар Лав III пребацити представу крста на сребрни новац (милиарензе), а на реверс златног новца ставиће попрсје сина и савладара Константина V. 
Представа крста ће остати на сребрном новцу до 11. века, кад ће бити замењена представама Богородице или Христа, али ће почети да се кује на бакарном новцу, где ће бити прилично уобичајена између 11. и 13. века.

## Хришћенска иконографија на новцу
Представа Христа
Најранија и најзначајнија религиозна фигуративна представа на византијском новцу је представа Христа. Две различите представе попрсја Христа јављају се на новцу Јустинијана II (685—695; 705—711). Прва представа приказује величанствено брадато лице рађено по узору на Фидијиног Зевса, где је наглашено божанско порекло Христа, док друга представа приказује Христа као младића са бујном коврџавом косом, указујући на његову људску природу.
Цар Василије I (867-886) увео је представу Христа на престолу, која ће остати регуларна представа
на новцу наредног периода. Представа Христа Емануела појавиће се на новцу цара Манојла I
Комнина (1143-1180). Несумљиво је да су неке од ових представа Христа рађене по узору на
чувене иконе и фреске из цркви у Константинопољу.
Представа Богородице
Друга по важности после Христове представе, била је представа Богородице, која се након повремене појаве на новцу 10. века, усталила почевши од 1030. године. Богородица је приказивана на више начина: као попрсје, као стојећа фигура, како седи на престолу, крунише владара итд.
Представе светаца
Представе светаца на новцу јављају се спорадично тек током 10. и 11. века, а од 12. века постају редовне. Углавном су свеци имали војнички карактер, а омиљени су били: Св. Михајло, Св. Димитрије, Св. Георгије, Св.Теодор, као и Свети цар Константин Велики. За време владавине династије Палеолога на новцу се појављују и представе серафима и херувима. 
Осим што су приказивани самостално, Христ, Богородица и свеци су често приказивани и у директној вези са царем, најчешће како заједно држе дугачак крст или лабарум.